# CinePaint
CinePaint, dříve známý jako Film Gimp, je svobodný a otevřený rastrový grafický editor specializovaný na retušování a úpravy políček filmu. Vznikl jako fork grafického programu GIMP.
Je to svobodný software uvolněný pod licencí GPL. CinePaint byl použit při tvorbě řady komerčních celovečerních filmů.
V roce 2018 byl v příspěvku s názvem „CinePaint 2.0 Making Progress“ oznámen pokrok, ale do roku 2025 nebyla verze 2.0 vydána. Zdá se, že vývoj se zcela zastavil, protože od května 2021 nebyla vydána žádná nová aktualizace verze 1.x. 

## Historie
Cinepaint se v roce 1998 odštěpil od editoru GIMP verze 1.0.4 jako nový program specializovaný k použití ve filmovém průmyslu. V té době byl znám pod jménem Film Gimp nebo neoficiálně Hollywood Gimp. Vývoj Film Gimpu sponzoroval hollywoodský výrobce softwaru pro filmový průmysl Silicon Grail (dnes součást Apple) a losangeleské postprodukční studio Rhythm & Hues.